# Постникова, Виктория Валентиновна
Викто́рия Валенти́новна По́стникова (род. 12 января 1944, Москва) — советская и российская пианистка, народная артистка Российской Федерации (2004).

## Биография
Виктория Постникова родилась 12 января 1944 года в Москве. С шести лет начала учиться в Центральной музыкальной школе, уже через год впервые выступила на публике, исполнив концерт Моцарта. По окончании ЦМШ поступила в Московскую консерваторию в класс Якова Флиера. Ещё будучи студенткой, Постникова в 1965 году успешно выступила на Конкурсе пианистов имени Шопена в Варшаве, заслужив почётный отзыв жюри, а три года спустя, уже после окончания консерватории, победила на конкурсе Вианы да Мота в Лиссабоне (первая премия была поделена с Фархадом Бадалбейли). В 1970 году Постникова заняла третье место на четвёртом Международном конкурсе имени Чайковского (вместе с Артуром Морейра-Лимой), положив начало своей международной концертной карьере.
Репертуар Постниковой очень широк и включает в себя произведения от Баха до Шнитке, однако наибольшую известность ей принесла интерпретация романтических сочинений. Среди её записей — полное собрание фортепианных произведений Глинки, Чайковского, Яначека, все фортепианные концерты Шопена, Брамса и Прокофьева. Постникова часто выступала в дуэте со своим вторым мужем, Геннадием Рождественским, и с оркестром под его управлением. Первый муж — Владимир Спиваков (общий сын Александр).

## Награды и звания
- заслуженная артистка РСФСР (26.01.1990)[1]
- народная артистка РФ (12.06.2004)[2]